# Ampedus carinthiacus
Ampedus carinthiacus е вид бръмбар от семейство Полски ковачи (Elateridae). Видът е почти застрашен от изчезване.

## Разпространение
Разпространен е в Австрия.